# Мацуура, Хисаки
Хиса́ки Мацуу́ра (яп. 松浦寿輝; 18 марта 1954, Токио) — японский прозаик, поэт, кинокритик, философ, литературовед.

## Биография
Мацуура изучал романскую филологию в университете Токио и в университете Париж III, где защитил диссертацию о творчестве Андре Бретона. Работает на должности профессора Токийского университета. Книги Мацууры были отмечены рядом литературных премий. Так, в 2000 году он получил премию Акутагавы за книгу «Глумление над цветами» («Хана Кутаси»), а в 2004 году — премию «Ёмиури» за роман «Полуостров» («Ханто»).
По его роману «Свет реки» (Kawa no Hikari) снято аниме.